# مقهى الكيت كات
مقهى الكيت كات واحد من مقاهي بغداد المميزة التصميم والطراز التي ظهرت في أواسط أربعينيات القرن العشرين وهذا المقهى صنو مقهى البرازيلية ومقهى السويسرية وكان الصوت الوحيد الذي يمكن سماعه في المقهى هو صوت فيروز وموشّحاتها، حيث صممت مقهى الكيت كات وفق الطراز الإنكليزي الرفيع وكان موقعها أمام ساحة التحرير إلى جانب مكتبات النهضة ومكتبة التحرير والعالمية العريقة وقريباً جداً من حلويات الحاج جواد الشكرجي ومدرسة الراهبات (العقيدة).بدأت المنافسة الحقيقية للكيت كات بعد افتتاح كافتريا ومقهى اكسبريس فلسطين القريب منه والذي انفرد بالساحة بعد حين، بعد إغلاق الكيت كات.وتتميز الكيت كات بإطلالة خلاّبة على الساحة نفسها لما تموج بها من حركة لاتهدأ في وسط شريان بغداد ومركزها الضاج بالحركة ليل نهار، وكان أغلب مرتاديها من المثقفين ذوي النزعة الأوربية ورجال الصحافة التنويرية والسياسيين الليبراليين الميّالين للفكر والتيارات الغربية التي كان يعجّ به الشارع العراقي وقتذاك. وهو مقهى بطراز غير مألوف عند أهل بغداد وكانت واجهته الباهرة تخلب الألباب.حيث الزجاج السميك الفاخر والمناضد الراقية التي صنعت من أعواد الخيزران إضافة إلى الكراسي الوثيرة التي أستوردت من أوروبا خصيصاً وماكينات القهوة التي تعمل بالكهرباء وتقدَّم للزبون برائحتها المتميزة ونفحتها المتميزة. ان مقهى الكيت كات كانت تقدّم لزبائنها الحلوى الإفرنجية وكؤوس المرطبات والمياه الغازية والصودا ومن النادر جداً ان ترى الشاي وأقداحه المتعارف عليها على مائدة روّادها فقد استبدلت أباريق الشاي والسماورات الشرقية بماكينات صنع المرطبات وآلآت تحضير الكاباتشينو والنسكافيه.كان أغلب رواد الكيت كات الشباب من كلا الجنسين وقد خصص صاحب المحل الطابق الأعلى للعوائل، أما الطابق الأرضي فهو للشباب والذي كان ينقلب إلى مزار وخصوصاً أيام الأعياد. مقهى الكيت كات كان من أوائل من أدخلوا (الدوندرمة) المطروقة، ومن أوائل من استخدموا (الثعلبية) في صنع الدوندرمة واشتهر بالدوندرمة بالفستق الحلبي. وهذا المقهى يذكرنا بتشابه إسلوبه مع مقهى بغدادي قديم كان موجوداً في العهد العثماني يسمى مقهى القرأخانة، فمن الطريف ان ترى مناضد الكيت كات كانت توضع عليها الصحف الرصينة الآتية من عواصم أوروبا وخاصة لندن وباريس مثل (التايمز) و (نيوزويك) و (اللوموند) و (اليفيغارو) وغيرها ليقرأها زبائن المقهى اذ كانت مكتبة الكورونيت الراقية الواقعة في أحد محلات عمارة مرجان بالباب الشرقي بمثابة دار نشر وتوزيع المطبوعات الأجنبية والصحف العالمية وتقوم بتوزيعها دورياً وفور وصولها إلى بغداد لتلبية حاجات مثقفي العراق الكثر العارفين باللغات الأجنبية وربما يصدف ان نطالعها بنفس اليوم مساءً حال جلبها من المطار خلال الرحلات المكوكية الدائمة للخطوط الجوية بين لندن وباريس والعاصمة العراقية.
والحق ان جليسي المقهى البرازيلية والسويسرية والكيت كات لم يستسيغوا ان يكونوا روّاداً للمقاهي الكلاسيكية المنتشرة بكثافة في بغداد. وعندما توسعت بغداد وتغير شكل العمران فيها وقد شمل ذلك مقهى الكيت كات، فشدْو فيروز الرخيم وموشّحاتها الذي كان يصدح في أركانه أخرسته صيحات الباعة الجائلين وهم يفرشون بضائعهم قرب عتَبتها ورصيفها المحاذي لها فسألت البائع الواقف قبالتي عمّا آل اليه هذا المكان وقد أشرتُ على مقهى الكيت كات فأجابني انه تخصص في بيع الأدوات الطبية للعاجزين عن الحركة مثل كراسي المقْعدين والعكازات ومايتعلّق بها.